# Fletchamia dakini
Fletchamia dakini is een platworm (Platyhelminthes). De worm is tweeslachtig. De soort leeft in of nabij zoet water.
Het geslacht Fletchamia, waarin de platworm wordt geplaatst, wordt tot de familie Geoplanidae gerekend. De wetenschappelijke naam van de soort werd, als Geoplana dakini, voor het eerst geldig gepubliceerd in 1915 door Dendy.

## Synoniemen
- geoplana dakini Dendy, 1915
  - Australopacifica dakini (Dendy, 1915)